# Меглена Кунева
Меглена Штіліянова Кунева (болг. Меглена Щилиянова Кунева; нар. 22 червня 1957, Софія) — болгарський і європейський політик. У 2012 заснувала свою партію «Болгарія Громадян» (болг. България на гражданите).

## Життєпис
Кунева закінчила юридичний факультет Софійського університету в 1981 році. У 1984 році вона стала доктором юридичних наук.
У 2002–2006 роках Меглена Кунева займала посаду міністра з європейських питань. У 2007–2009 роках стала першою єврокомісаром від Болгарії, займала посаду європейського комісара з питань захисту прав споживачів.
У минулому вона представляла Національний рух за стабільність і підйом.
В даний час вона голова партії «Болгарія Громадян», яка була одним із засновників Блоку реформаторів у 2013 році.